# باول باكمان
باول باكمان (بالفنلندية: Paul Backman)‏ هو دراج فنلندي، ولد في 3 ديسمبر 1920 في رآسيبوري في فنلندا، وتوفي في 17 مارس 1995.

## وصلات خارجية
- باول باكمان على موقع أرشيف الدراجات (الإنجليزية)
- باول باكمان على موقع إحصائيات الدراجات الإحترافية (الإنجليزية)
- باول باكمان على موقع أوليمبيديا (الإنجليزية)